# Top Gun
Top Gun je americký akčně-dramatický film z roku 1986, který režíroval Tony Scott, produkoval Don Simpson a Jerry Bruckheimer, ve spojení s Paramount Pictures. Je to první díl filmové série Top Gun. Scénář napsali Jim Cash a Jack Epps Jr., kteří byli inspirování článkem s názvem „Top Guns", který byl vydán v California magazine v roce 1983. Ve filmu hrají Tom Cruise, Kelly McGillis, Val Kilmer, Anthony Edwards a Tom Skerritt. Tom Cruise hraje poručíka Peta „Mavericka" Mitchella, mladého námořní pilota. On a jeho navigátor, nadporučík Nick „Goose" Bradshaw (Anthony Edwards) dostanou šanci trénovat v US Navy Fighter Weapons School na Naval Air Station Miramar v San Diegu v Kalifornii.
Top Gun byl do kin uveden 16. května 1986. Kritiky po jeho uvedení byly smíšené. Kritici především oceňovali akční záběry, efekty, vzdušné kaskadérské scény, nejvíce chvály získaly herecké výkony představitelů hlavních rolí, Toma Cruise a Kelly McGillis.
Za čtyři týdny po zahájení promítání, se počet kin, které film promítaly zvýšil o 45%. Při rozpočtu 15 miliónů USD film dosáhl tržby přes 356 miliónů USD. Film si v průběhu let udržel stálou popularitu, v roce 2013 byl nově vydán pro IMAX 3D. Film získal cenu Oscar za nejlepší filmovou píseň „Take My Breath Away" od skupiny Berlin.
V roce 2015 vybrala Knihovna Kongresu Spojených států tento film pro archivaci v Národním filmovém registru, jako „kulturně, historicky nebo esteticky významný“ film.

## Děj filmu

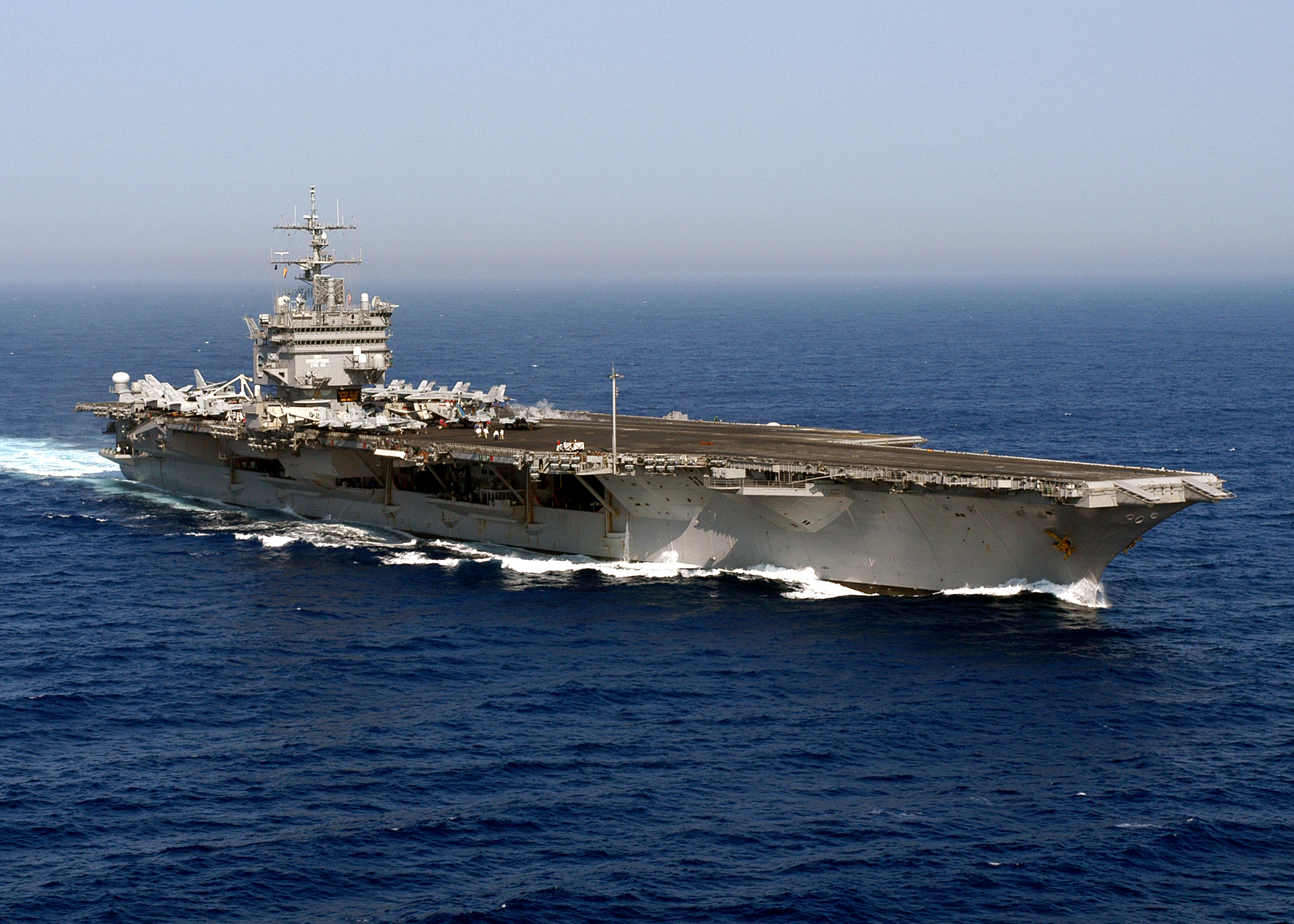
USS Enterprise

Námořní pilot kapitán Pete „Maverick" Mitchell a jeho navigátor nadporučík Nick „Goose" Bradshaw létají s F-14A Tomcat na letadlové lodi USS Enterprise (CVN-65). Během průzkumného letu se střetnou se dvěma nepřátelskými letadly MiG-28. Maverick jedno letadlo zaměří a tak se jeho pilot stáhne, druhé však „vyděsí" Maverickova vedoucího letu Billa „Cougar" Cortella. Zatímco Maverick odstraší zbývající nepřátelské MiGy, přitom si s jedním z nich udělá fotografii, Cougar je natolik otřesený vzniklou situací, že má obtíže provést přistání na lodi. Maverick odmítne rozkaz, aby ihned přistál a letí na pomoc Cougarovi. Po přistání Cougar rezignuje jako námořní pilot, vzdává se svých leteckých křídel, a zdůvodňuje to tím, že má ženu a dítě, které pro něj znamenají více. Velitel lodi Tom „Stinger" Jardian si pozve Mavericka i Goose do své kanceláře. Zde jim oznamuje, že „jednička", tedy Cougar rezignoval, a že oni jako „dvojka" jsou vybrání k absolvování školy pro piloty jménem Topgun.
Před začátkem nástupu do školy jdou piloti na drink do baru. Mavericka zaujme žena, kterou se později snaží ohromit zpěvem písně „You've Lost That Loving Feeling", ale zatím neúspěšně. Další den se dozví, že ona žena je Charlotte „Charlie" Blackwood, astro fyzička a civilní instruktorka Topgunu. O Mavericka se začne zajímat až když se dozví o jeho obráceném manévru s MiGem-28, kterým vyvrací americkou zpravodajskou informaci o možnostech tohoto letadla.
Během prvního tréninku Maverick porazí instruktora poručíka Ricka „Jester" Heatherlyho. Maverick je za své bezohledné létání a porušování dohodnutých pravidel potrestán velitelem Mikem „Viper" Metcalfem. Maverickovým rivalem se stává kapitán Tom „Iceman" Kazansky, který rovněž považuje Maverickovo létání za nebezpečné. Charlie se také staví proti Maverickově agresivnímu způsobu létání, ale nakonec přiznává, že obdivuje to, jak létá a svou kritiku vynechává ze závěrečné zprávy. Nedaří se ji udržet na uzdě své pocity k Maverickovi a mezi oběma začne romantický vztah.
Při jednom z tréninkových letů Maverick opustí svého velitele Ricka „Hollywood" Nevena, aby mohl pronásledovat Mike „Viper" Metcalfa. Maverick je díky obratnosti Vipera vtažen do léčky a zasažen Jesterem. Tím velitel letu chtěl demonstrovat sílu týmové spolupráce v boji, nad osobní statečností.
Maverick a Iceman, nyní přímí rivalové v Top Gun Trophy, pronásledují při tréninku letadlo typu A-4. Maverick tlačí Icemana, aby mu umožnil cíl sestřelit. Při této akci dojde k poruše motorů Maverickovy F-14, motory zhasnou a letadlo padá v nekontrolované rotaci do oceánu. Maverick a Goose se musí katapultovat. Při tomto manévru Goose narazí hlavou do skla kokpitu a umírá. Ve vodě Maverick drží v náručí mrtvé Goosovo tělo a čeká na záchrannou helikoptéru.

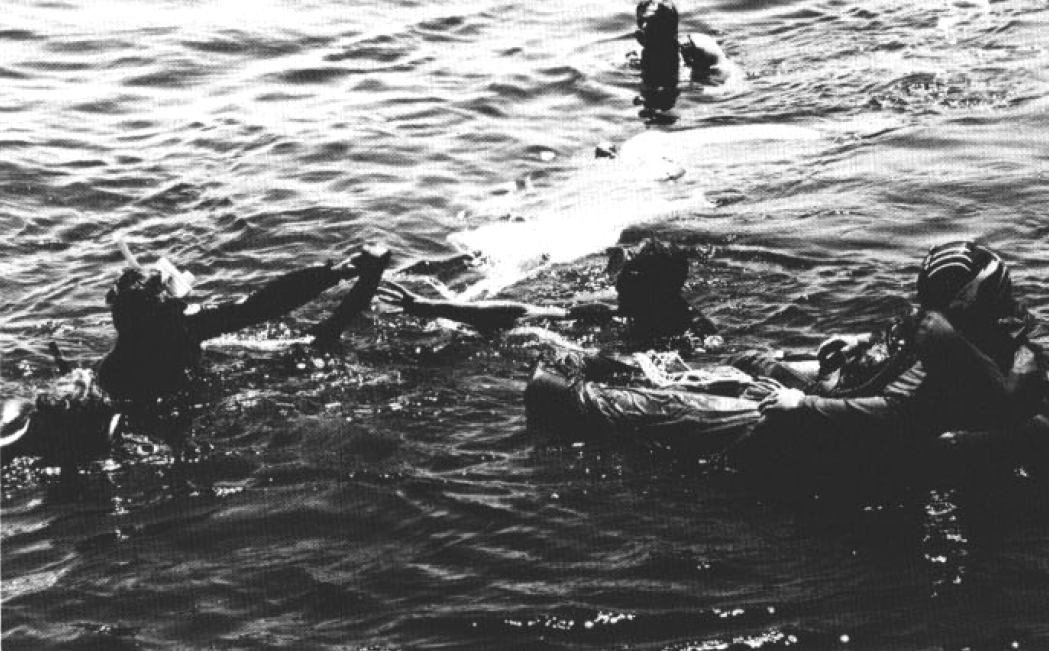
Záchranná akce Mavericka a Goose

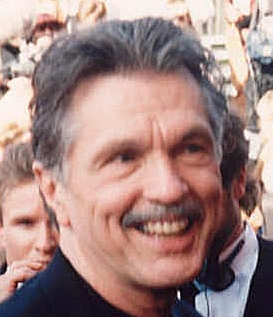
Tom Skerritt na červeném koberci, ceny Emmy 1994

Při vyšetřování se dojde k závěru, že havárie nebyla zaviněna pilotem. Maverick je sice očištěn, ale sám sebe obviňuje z Goosovy smrti. Zcela ztrácí chuť k dalšímu létání. Charlie a ostatní se jej snaží utěšit, ale on sám zvažuje odchod do civilu. Jde si pro radu k Viperovi, který mu jen mezi čtyřma očima sdělí, že sloužil s jeho otcem Dukem Mitchellem na USS Oriskany, a že byl v oné letecké bitvě, ve kterém byl Duke zabit. Na rozdíl od oficiálních zpráv, které Duka Mitchella znevažují, Viper odhaluje Maverickovi utajované informace, které dokazují, že Duke Mitchell zemřel jako hrdina. Říká Maverickovi, že může uspět, pokud dokáže znovu získat zpět své sebevědomí. Maverick se rozhodne absolvovat Topgun, i když Iceman vyhraje celkové Top Gun Trophy.
Během oficiálního vyřazení kurzu, Viper k sobě zavolá absolventy školy, kdy jim předá rozkazy k nasazení do boje. Iceman, Hollywood a Maverick dostávají rozkaz, aby se ihned vrátili na USS Enterprise, kde mají zajistit leteckou podporu pro „krizovou situací“, kdy se poškozená loď dostala do nepřátelských vod.
Maverick a Merlin (Cougarův bývalý navigátor) jsou určeni jako záložní posádky na F-14. Při následném vzdušném střetu s šesti MiGy dojde k sestřelení Hollywooda, Maverick je povolán do boje, ale při příletu k boji se stáhne a letí pryč. V dlani svírá Goosovy „psí známky", což jej přiměje letět zpět a zapojit se do boje. Vrací se k Icemanovi. V boji sestřelí tři MiGy, Iceman jednoho a další dva se dávají na ústup. Při jejich triumfálním návratu na USS Enterprise se na palubě setkává Iceman s Maverickem a navzájem si vyjádří vzájemný respekt.
Velení námořnictva nabídne Maverickovi zařazení dle svého uvážení, on si vybere vrátit se na Topgun jako instruktor. V baru, někde v Miramaru, Maverick sedí a popíjí pivo, z vedlejší místnosti zazní z jukeboxu píseň „You've Lost That Loving Feeling". Maverick si vezme svou leteckou bundu a jde se podívat, kdo ji pustil. Místnost je prázdná, když se ale otočí, stojí proti němu Charlie.

## Obsazení
| Tom Cruise       | kapitán Pete „Maverick“ Mitchell |
| Kelly McGillis   | Charlotte „Charlie" Blackwood, postava je založena na skutečné osobnosti, Christině Fox, která pracovala v Marine Corps Air Station Miramar |
| Anthony Edwards  | nadporučík Nick „Goose" Bradshaw |
| Val Kilmer       | kapitán Tom „Iceman" Kazansky |
| Tom Skerritt     | velitel Mike „Viper" Metcalf |
| John Stockwell   | kapitán Bill „Cougar" Cortell |
| Barry Tubb       | poručík Henry „Wolfman" Ruth |
| Rick Rossovich   | kapitán Ron „Slider" Kerner |
| Clarence Gilyard | kapitán Marcus „Sundown" Williams |
| Whip Hubley      | kapitán Rick „Hollywood" Neven |
| James Tolkan     | velící poručík Tom „Stinger" Jardian |
| Meg Ryanová      | Carol Bradshaw, manželka Nicka „Goose" Bradshawa                                                                                            |
| Adrian Pasdar    | kapitán Charles „Chipper" Piper |

## Film

### Pozadí filmu

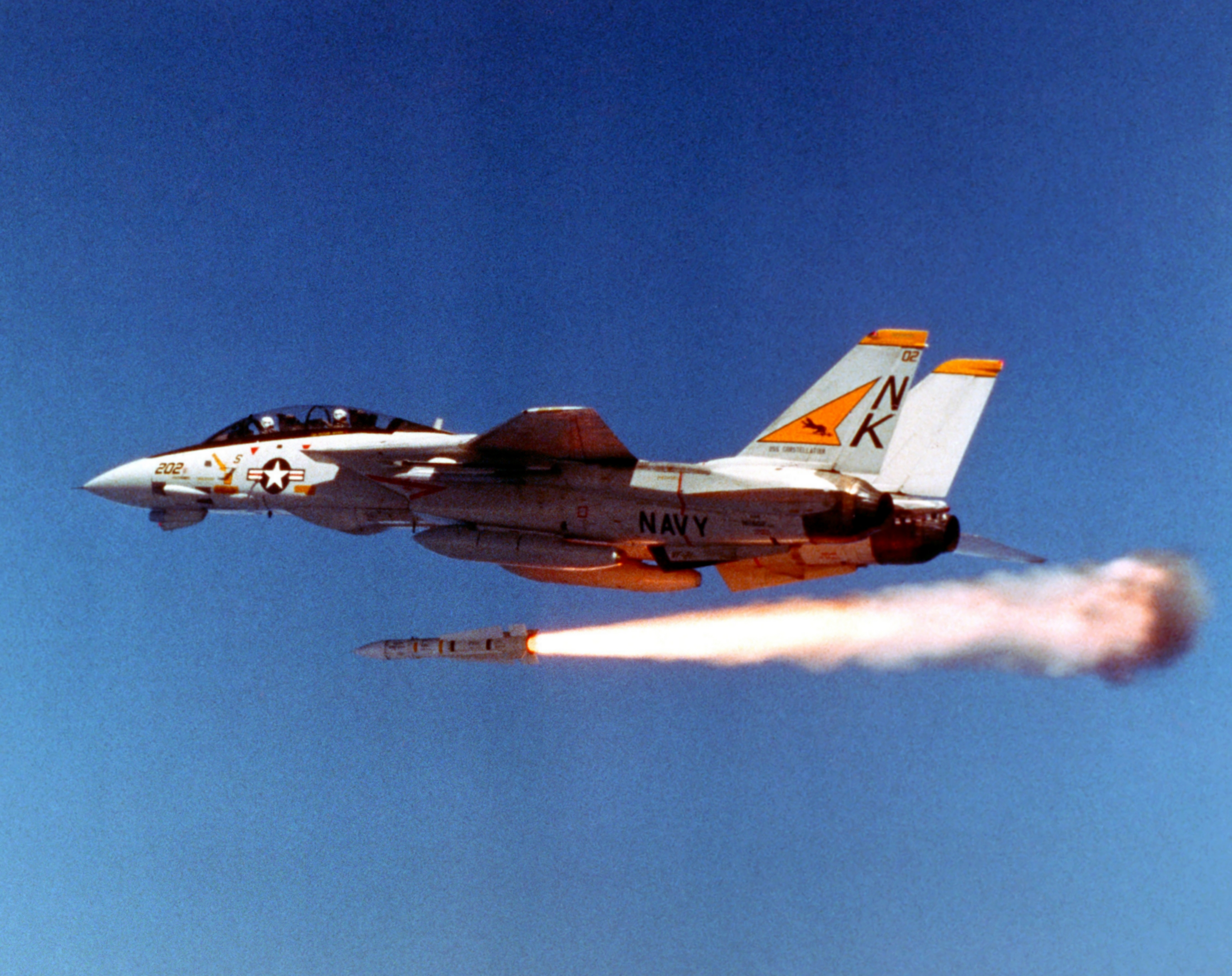
F-14A při odpalu střely AIM-54

Námětem pro film byl článek „Top Guns” od Ehuda Yonaye, z California magazine, z května 1983, kde byly uvedeny letecké snímky poručíka Charlese „Heater" Heatleyho. Článek detailně popisoval život stíhacích pilotů na letecké námořní základně Miramar v San Diegu, která byla přezdívána jako „Fightertown USA". V článku byla široce popisována dvoučlenná posádka stíhačky F-14, sestávající z Alexe Hnarakise (přezdívaného Yogi) a Davea Cullyho, známého jako Possum. Pilot Hnarakis údajně vypadal jako filmová hvězda (mladý brunet s širokým úsměvem) a jeho navigátor Cully byl obyčejně vypadající muž s hnědými vlasy a knírem. V článku byla i fotka dvou stíhaček nad sebou, přičemž horní letěla vzhůru nohama.
Řada scenáristů práci na přípravě tohoto filmu odmítla. Jerry Bruckheimer a Don Simpson práci zadali Jimu Cashovi a Jacku Eppsovi Jr., kteří pak připravili prvotní scénář. Pro přípravu scénáře byl Epps pozván do výuky několika nepojmenovaných tříd Topgun a také absolvoval let s F-14, aby získal reálnou zkušenost. Tento prvotní návrh scénáře producenty zcela nezaujal a byl několikrát přepracován.
Herec Matthew Modine, (který hrál např. zlého vědce ve Stranger Things) odmítl roli kapitána Peta „Maverick” Mitchella, protože film byl proti jeho pacifistickému přesvědčení. Role byla později nabídnuta Tomu Cruisovi.
Producenti požadovali pomoc a podporu od vojenského námořnictva. Velení námořnictva mělo přímý vliv na schvalování záběrů. Úvodní vzdušný souboj byl realizován v mezinárodních námořních vodách poblíž Kuby. Původní dialogy byly zmírněny, byla vyřazena jedna scéna, kdy mělo dojít k havárii letadla při přistávání na letadlové lodi. Maverickův milostný poměr, který měl mít původně s poddůstojníci sloužící na základně, byl změněn na milostný poměr s ženou z civilního personálu. Důvodem byl vojenský rozkaz, který zakazoval vztahy mezi důstojníky a poddůstojníky.
Charakter „Charlie" byl upraven poté, co se producenti filmu potkali s Christinou „Legs" Fox, matematičkou, pracující pro Analytické centrum námořnictva, jako specialista pro MAS, pro rozvoj taktiky obranného boje z letadlových lodí na základně u San Diega. O ní vyšel v roce 1985 článek v časopise People, kde popisovala, že na rozdíl od své filmové verze pracuje spíše s navigátory nežli samotnými piloty, kde prohlásila: „Všichni hned vědí, že se blížím, jelikož jsem jeden z mála lidí, co chodí na vysokých podpatcích.“ Pro tuto roli byla původně zvažována herečka Julianne Phillipsová, se kterou byly naplánovány kamerové zkoušky s Tomem Cruisem.
Kontradmirál Pete „Viper" Pettigrew, bývalý pilot námořnictva, veterán vietnamské války a instruktor školy Topgun, na filmu spolupracoval jako technický poradce. Také si zahrál ve filmu menší roli, jako kolega Charlie.
Bývalý instruktor pilotní školy Topgunu a kongresman Randy „Duke" Cunningham prohlašoval, že to on byl inspirací pro „Mavericka", ačkoli to producenti filmu vždy popírali. Dle nich byl charakter „Mavericka" založený na obecných vlastnostech námořního pilota.

### Natáčení

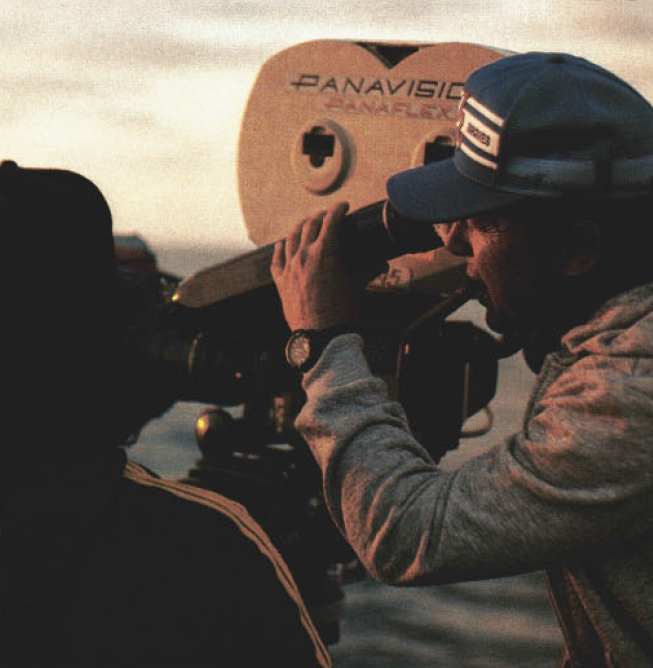
Natáčení na Naval Air Station Miramar a NAS North Island, Kalifornie (USA), 1985.

Námořnictvo uvolnilo několik letadel F-14 od stíhací perutě VF-51 “Screaming Eagles” pro natáčení tohoto filmu. Paramount zaplatil 7 800 USD za hodinu, což odpovídá dnešním 18 200 dolarů, za pohonné hmoty a další provozní náklady, kdykoli letadlo bylo použito při natáčení. Záběry na letadlové lodi byly natočeny na palubě USS Enterprise, letadla F-14 byly od perutí VF-114 "Aardvarks" a VF-213 "Black Lions". Většina záběrů z paluby letadlové lodi byla z běžného denního leteckého provozu a filmový štáb musela použít to, co se jim podařilo natočit, s výjimkou občasného průletu, který filmový štáb požadoval. 

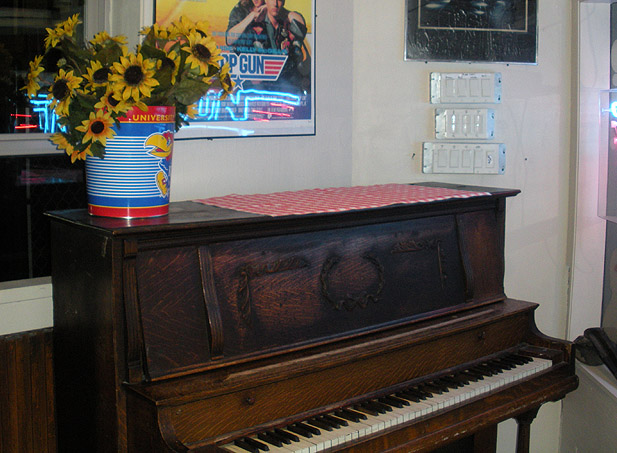
Piano v Kansas City Barbeque, které bylo použito ve filmu Top Gun, jedna z mála zachráněných věcí při požáru v roce 2008.

Většina scén byla natáčena na letecké základně Naval Air Station Fallon v Nevadě. Snímky ve vzduchu se natáčely ve spolupráci se společnosti Learjet. Společnost Grumman, výrobce F-14 byla pověřena společností Paramount Pictures, k vytvoření uchycení kamer na letadle tak, aby byly zaměřeny na přední, nebo zadní část letadla.
Dvě scény se natáčely v červenci 1985 v San Diegu, v restauraci Kansas City Barbeque.
V první scéně Maverick a Goose spolu sedí u klavíru a zpívají píseň „Great Balls of Fire”. Druhá byla finální scéna, kde z jukeboxu zněla píseň „You've Lost That Lovin' Feelin'". Po uvedení filmu restaurace získala značné množství filmových upomínkových předmětů na téma Top Gun. Požár z 26. června 2008 zničil značnou část restaurace, vč. upomínkových předmětů z filmu. To co bylo zachráněno, vč. klavíru, který byl použit ve filmu, je dnes opět k vidění v restauraci, která byla znovuotevřena v listopadu 2008.
Pro natáčení snímků ve vzduchu byl pozván akrobatický pilot Arthur Everett Scholl, který zahynul 16. září 1985 při natáčení jedné scény nedaleko města Carlsbad. Letadlo, ani tělo pilota nebylo nalezeno. Příčina nehody byla neznáma. Tento pilot byl vzpomenut v závěrečných titulcích.

### Hudba
Další informace v článku: Top Gun (soundtrack)
Soundtrack k filmu Top Gun patřil k nejpopulárnějších soundtracků. Získal 9x platinové ocenění. a byl číslo 1, na Billboard Hot 200, nepřetržitě po dobu pěti týdnů v létě 1986. Harold Faltermeyer, který již dříve spolupracoval s Jerrym Bruckheimerem a Donem Simpsonem na filmech Flashdance a Policajt v Beverly Hills, dostal před zahájením natáčení scénář k filmu Top Gun právě Bruckheimera. Giorgio Moroder a Tom Whitlock spolupracovali na mnoha písních, včetně oscarové „Take My Breath Away". Kenny Loggins měl na soundtracku dvě skladby: „Playing with the Boys" a „Danger Zone". Hudební skupina Berlin nahrála píseň „Take My Breath Away", která později získala řadu ocenění a dostala kapelu na mezinárodní úroveň. Po vydání Logginsova singlu „Danger Zone" prodej tohoto alba raketově rostl a v USA se jej prodalo přes 7 miliónů kusů.
Při opakovaném vydání v roce 2000, byly na album přidány dvě písně, které byly vynechány z původního alba: „Great Balls of Fire” od Jerry Lee Lewis a „You've Lost That Lovin' Feelin'" od Righteous Brothers. Soundtrack také obsahuje skladbu „Top Gun Anthem" od Steve Stevense a Harolda Faltermeyera, a skladbu „Memories" od Harolda Faltermeyera.
Pro vytvoření skladeb byl osloven také Bryan Adams, ale ten odmítl s tím, že jde o vojenský film, že oslavuje boj. Skupina Toto byla původně oslovena k nahrání písně „Danger Zone" a zvukového doprovodu k písni „Only You". Zde však vznikl spor mezi právníky skupiny a producenty filmu, kteří preferovali spolupráci s Kenny Logginsem.

### Hlášky ve filmu Top Gun
- Maverick: „Tady Ghostrider, žádám o povolení nízkého průletu."
- Charlie: „Mavericku, ty zvíře, odvez mě do postele, nebo mě ztratíš."
- Maverick: Já budu střílet, až si tím budu naprosto jistý! Je to jasný?

### Zajímavosti k filmu
- Tom Cruise musel při natáčení některých scén s Kelly McGillis stát na bedně, nebo na jiné položce. On měří necelých 170 cm, McGillis má 178 cm.[31]
- Christine Fox se po filmu propracovala do vysoké pozice v Pentagonu, odkud odešla v roce 2014 do výslužby jako zástupkyně ministra obrany (3. prosinec 2013 – 1. květen 2014). Šlo o nejvyšší doposud dosaženou pozici, jakou v americké obraně získala žena![31]
- Val Kilmer byl jedním z těch, kdo původně natáčení tohoto filmu odmítli. Nakonec je Top Gun paradoxně jedním z nejslavnějších filmů jeho kariéry.[31]

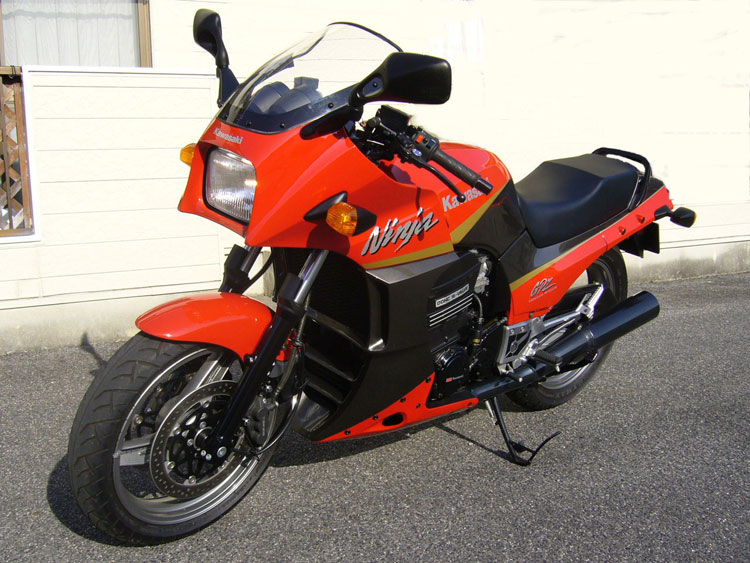
Kawasaki GPZ 900

- Kawasaki GPZ 900Pro potřeby natáčení byly vystřeleny dvě skutečné protiletecké střely. Scény jsou součásti filmu, lze je poznat dle toho, že letadlo při výstřelu drží neměnnou dráhu a stabilitu, což by se při reálném „dogfightu" nestalo. Všechny další výstřely raket, které byly filmu, vznikly na modelech.[31]
- Během natáčení chtěl režisér Tony Scott natočit letadlo při přistávání a vzletu s pozadím zapadajícího slunce. Při jednom natáčení kapitán lodi změnil kurz. Když se jej Scott zeptal, zda by se mohlo pokračovat v předchozím kurzu a ve stejné rychlosti, byl kapitánem lodi informován, že by to stálo 25 000 USD, což odpovídá dnešním 58 000 USD. Scott vypsal kapitánovi šek na 25 000 USD, aby loď mohla být otočena a on mohl dalších 5 minut pokračovat v natáčení.[31][32]
- Oním pilotem, který ukázal prostředníček pilotovi MiGu, byl Scott Altman. Pozdější budoucí astronaut NASA, který se dvakrát podíval do vesmíru jako pilot raketoplánu a dvakrát jako velitel raketoplánu.[31]
- Škola Topgun zakázala na své půdě, při výcviku, v boji, pronášet hlášky filmu. Kdo z pilotů ve vzduchu ocituje nějakou hlášku z filmu, automaticky dostává pokutu v hodnotě pěti dolarů.[31]
- Brýle, které má Maverick ve filmu jsou Ray-Ban 3025 Large Aviator. Dnes se dají koupit za 200 dolarů. Motorka, na které jezdí, je pak Kawasaki GPZ 900 R.[33]
- Tom Cruise se během natáčení zamiloval do pilotování, později si udělal letecký průkaz. Dnes má svůj hangár s několika letadly.[33]
- Ve filmu je letadlo MIG označeno číslem 28, tento typ však neexistuje. MIG byl představován americkým letadlem Northrop F-5 Freedom Fighter.[33]

## Uvedení

### VHS, DVD
Mimo kasovního úspěchu v kinech byl Top Gun uveden také na VHS pro domácí promítání. Reklamní kampaň k tomuto filmu na VHS byla ve výši 8 milionu dolarů, vč. tematické reklamy Top Gun-Pepsi. Díky této kampani to byla nejprodávanější VHS kazeta v celé historii tohoto průmyslu. Jednalo se také o první vydání VHS kazety v cenovém rozpětí do 20 USD.
Úspěch videokazety s filmem Top Gun, se promítl také v pozdějším prodeji filmu na DVD nosičích, kdy bylo uvedeno speciální vydání. Současně s prodejem videokazety rostl také prodej leteckých bund a slunečních brýlí značky Ray-Ban Aviator, podle odhadů až o 40%. Film také zvýšil zájem mladých mužů o vstup k námořnictvu. Námořnictvo provádělo nábor přímo v některých kinosálech.

### Verze pro IMAX 3D
Top Gun byl upraven pro promítání v IMAX 3D, promítal se šest dní od 8. února 2013. Čtyřminutová konverze, která představovala sekvenci letu „Danger Zone“ byla promítána v roce 2012 na veletrhu International Broadcasting Convention v Amsterodamu. Film byl 19. února 2013 vydán na nosiči Blu-ray 3D.

## Promítání

### Kina
Film byl promítán ve Spojených státech 16. května 1986 v 1028 kinosálech současně. Byl to nejúspěšnější a nejvíce navštěvovaný film v roce 1986.
Za první týden promítání film vydělal 8 193 052 USD, během celého promítání ve Spojených státech vydělal 179 800 601 USD, mimo USA 177 030 000 USD. Ceklem pak 356 830 601 USD. Na film se v severní Americe prodalo 47 650 100 vstupenek.

### Kritika
Po uvedení filmu byla reakce kritiků smíšená. Celková recenze v Rotten Tomatoes uvedla, že 54% z 54 kritiků napsalo na film pozitivní krtku, s průměrným hodnocením 5,9/10. Společný závěr kritiků zněl: „Přestože film ukazuje ty nejakčnější záběry, které jsou provedeny pod odborným dohledem. Top Gun však nabízí příliš málo pro dospělého diváka, a to zejména v okamžiku, kdy postavy právě nejsou ve vzduchu." 
Roger Ebert z Chicago Sun-Times dal filmu 2,5 ze 4 hvězdiček a poukázal na to, že: „Filmy jako Top Gun je těžké posuzovat, protože dobré části jsou velmi dobré a špatné části jsou nudné. Souboje jsou naprosto nejlepší od doby napínavých scén ve filmu Ohnivá liška od Clinta Eastwooda."

### Nominace
Film byl nominován na následující ceny:
- Oscar[48]
  - Nejlepší střih zvuku – Cecelia Hall a George Watters II.
  - Nejlepší střih – Billy Weber a Chris Lebenzon
  - Nejlepší zvuk – Donald O. Mitchell, Kevin O'Connell, Rick Kline a William B. Kaplan
  - Nejlepší píseň – Giorgio Moroder a Tom Whitlock za „Take My Breath Away"
- Apex Scroll Awards (1986)
  - Herečka ve vedlejší roli – Meg Ryanová
  - Editace filmu – Billy Weber a Chris Lebenzon
  - Nejlepší píseň – Motion Picture – Giorgio Moroder (hudba) a Tom Whitlock (text) za „Take My Breath Away"
  - Nejlepší režie – Don Simpson, Jerry Bruckheimer
  - Ocenění za zvukový soundtrack
  - Nejdokonalejší zvuk
- Zlatý glóbus
  - Nejlepší film – Motion Picture – Harold Faltermeyer
  - Nejlepší originální píseň – Giorgio Moroder (hudba) a Tom Whitlock (text) za „Take My Breath Away"
- Cena Japonské filmové akademie (1988)
  - Nejlepší cizojazyčný film
- Fennecus Awards (1986)
  - Ocenění za zvukový soundtrack
  - Nejlepší píseň – Giorgio Moroder (hudba) a Tom Whitlock (text) za „Take My Breath Away"
  - Editace filmu – Billy Weber a Chris Lebenzon
  - Nejlepší zvuk
  - Nejlepší střih zvuku

V roce 2008 byl film zařazen magazínem Empire na 455. místě v seznamu 500 nejlepších filmů všech dob. Yahoo! Filmy zařadily Top Gun jako 19. na seznam největších akčních filmů všech dob. Film byl několikrát nominován Americkým filmovým institutem  do různých soutěží, a oceněn byl pouze jednou. V roce 2005, byla hláška z filmu: "I feel the need... the need for speed!" zařazena jako 94. na seznamu AFI's 100 Years...100 Movie Quotes.

### Ocenění
Film byl nominován a získal mnoho ocenění, především za zvuk a filmové efekty.
| Rok  | Cena                                   | Kategorie - Příjemce |
| ---- | -------------------------------------- | --- |
| 1987 | ASCAP Film and Television Music Awards | Nejhranější filmová píseň – Giorgio Moroder a Tom Whitlock za píseň „Take My Breath Away”                                   |
| 1987 | Oscar                                  | Nejlepší píseň – Giorgio Moroder (hudba) a Tom Whitlock (text) za „Take My Breath Away"                                     |
| 1986 | Apex Scroll Awards                     | Za zvukové efekty |
| 1987 | BRIT Awards                            | Nejlepší soundtrack |
| 1987 | Zlatý glóbus                           | Nejlepší píseň – Motion Picture – Giorgio Moroder (hudba) a Tom Whitlock (text) za „Take My Breath Away"                    |
| 1987 | Zlatý glóbus                           | |
| 1987 | Grammy                                 | Nejlepší Pop instrumentální výkon (Orchestr, Skupina nebo Solista) – Harold Faltermeyer a Steve Stevens za „Top Gun Anthem" |
| 1987 | Motion Picture Sound Editors           | Cena Zlatý kotouč za nejlepší zvukovou úpravu Nejlepší úpravy zvuku, zvukové efekty                                         |
| 1987 | People's Choice Awards                 | Oblíbený film |
| 1988 | Cena Japonské filmové akademie         | Nejlepší cizojazyčný film                                                                                                   |

### Vliv na vojenský nábor
Filmový producent John Davis tvrdil, že film Top Gun je nejlepší náborový film pro námořnictvo. Lidé kteří film viděli, řekli: „Wow! Chci být pilot." Po uvedení filmu, americké námořnictvo sdělilo, že množství mladých mužů, kteří se přihlásili, a kteří chtěli být námořní piloti, se zvýšilo o 500 procent.

### Zahraniční vliv
23. ledna 2011 zveřejnila čínská televizní stanice China Central Television zpravodajskou reportáž o údajné úspěšnosti čínských stíhacích pilotů, v reportáži byly použity akční sekvence z filmu Top Gun. Čínští uživatelé internetu si všimli tohoto plagiátorství, upozornili na něj, a následně bylo vysílání reportáže okamžitě staženo. Paradoxně byla reportáž odvysílána krátce po zahájení čínské kampaně, která měla očistit vysílání od fake news; CCTV odmítla udělit komentáře k tomuto incidentu.

## Popularita
- Film se od svého uvedení dostal na mnoho seznamů top filmů a byl námětem pro několik komediálních interpretací.
- Film Žhavé výstřely z roku 1991 byl parodií na film Top Gun.[64]
- Tento film z čistě mužského prostřední, byl námětem pro mnoho vtipů s homosexuálním podtextem. Některými dialogy se inspiroval i Quentin Tarantino ve svém filmu Vyspi se se mnou (Sleep with Me) z roku 1994.[65][66][67][68]
- Top Gun byl jedním z mnoha válečných a akčních filmů, které napsal Jerry Bruckheimer, a který byl parodovaný v komedií Team America: Světovej policajt z roku 2004.[69]
- Filmy Top Gun a Pár správných chlapů, byly považovány za námět pro televizní seriály JAG a NCIS.[70]
- DisneyToon Studios Film ve filmu Letadla z roku 2013, vzdalo čest dvou hercům z filmu Top Gun, a to Valu Kilmerovi a Anthony Edwardsovi, kteří namluvili postavičky letadel.[71]
- Film Top Gun byl námětem pro dva čínské filmy: Jian Shi Chu Ji (Skyfighters) z roku 2011 a Kong Lian Lie (Skyhunters) z roku 2017.[72]

## Pokračování filmu
Další informace v článku: Top Gun: Maverick
Pokračování filmu Top Gun bylo připravováno již od roku 2010. Vše se zkomplikovalo sebevraždou Tonyho Scotta v roce 2012. V roce 2013 se všechny zainteresované strany stále zajímaly o pokračování projektu spolu s Jerrym Bruckheimerem: „Již 30 let se snažím o pokračování filmu Top Gun a jen tak se nezastavím. Můj zájem realizovat film s Tomem Cruisem a Paramount Pictures stále trvá. Tom mi říká, že bez ohledu na to, kde na světě je, lidé si jej vždy spojí s rolí Mavericka. Je to něco, z čeho je stále nadšený, má naději, že se nám to podaří."
Pokračování s názvem Top Gun: Maverick se začal natáčet 31. května 2018 v San Diegu v Kalifornii. Tento druhý film byl naplánován k premiéře na 26. června 2020.

## Videohra
Film Top Gun byl inspirací pro tvůrce počítačových her na různých platformách. První hra byla vydána v roce 1987 a měla stejný název jako film. Byla určena pro pět platforem: PC AT, Commodore 64, ZX Spectrum, Amstrad CPC a Nintendo Entertainment System (NES). Ve hře hráč pilotuje stíhačku F-14 Tomcat a musí splnit čtyři mise. Pokračování hry bylo vydáno v roce 1990 pod názvem Top Gun: The Second Mission, ale jen pro NES.
Další hra Top Gun: Fire at Will, byla uvedena v roce 1996 pro platformu PC AT, později pak také pro Sony PlayStation. Hra Top Gun: Hornet byla zveřejněna v roce 1998. Hra Top Gun: Combat Zones pro Sony PlayStation 2 byla zveřejněna v roce 2001, v roce 2002 byla přenesena na platformu Nintendo GameCube a na počítače s operačním systémem Microsoft Windows. Bojové mise byly delší a složitější než v předchozích hrách, mimo letadel F-14 si hráč mohl zvolit jiný typ stroje. V roce 2005 byla představena hra Top Gun: Hard Lock verze pro Nintendo DS. Na E3 2011 byla ohlášena nová verze hry Top Gun: Hard Lock, která byla vydána v březnu 2011 pro platformy Xbox 360 a PlayStation 3.